# 박세빈
박세빈(1969년 ~ )은 대한민국의 가수이다.

## 경력
- 2018년 경산시 홍보대사

## 음반
- 2012년 쿨하게 / 사랑합니다
- 2017년 묻지도 따지지도마 / 둥근인생